# 融合遗传

融合遗传假说认为，亲代的性状会在子代体内融合，经过数代传承后，花将会演变成同一种颜色。

融合遗传又称混合遗传，是一套已被取代的遗传学假说。该假说认为不同性狀的亲代杂交后，子代会表现出介于双亲之间的性状，例如同种白色花和红色花杂交后产生粉红色花。著名生物学家查尔斯·达尔文提出的泛生论是融合遗传的典型案例，其反對者弗莱明·詹金即以融合遗传會使性状趋同、稀釋新產生的有益性状為由反对前者提出的自然选择学说。
随着20世纪初现代遗传学的发展，遗传学界漸接受孟德尔定律的颗粒遗传说，放弃了融合遗传假说。

## 历史

### 达尔文的泛生论

达尔文的泛生论认为：亲代身体（Body）的各个部分产生控制性状的芽球（Gemmules）微粒，芽球迁移到生殖腺并进入配子，最终成为受精卵（Egg）的一部分，受精卵再发育成胚胎（Embryo）。该理论同时指出，性状在生物一生中所有的变化都会传给下一代。

查尔斯·达尔文根据对英国地质学家查尔斯·莱尔的均变论的理解提出了自然选择学说，认为种群中可遗传的性状長期受到選擇。如托马斯·罗伯特·马尔萨斯所指出的，生存资源的爭奪是自然選擇的一個過程，个体间為生存和生殖的機會而相互斗争，某些个体拥有可以产生更多后代的优势（性狀），这种性狀會逐渐在种群中保留下来，使拥有这种性狀的个体增多。达尔文搜集了众多依据以表明族群中确实存在性狀的变化，且除了自然選擇外，對於动植物的人工選擇也会导致此变化。不過族群中個體性狀變化發生的前提是有一套可靠的遺傳機制，使子代得以遺傳親代所擁有的性狀。
泛生论即為达尔文所提出、用以說明遺傳機制的理論。泛生论主張双亲产生名为芽球的微粒在体内迁移，最後進入配子（精子和卵子）中，子代个体的全部性状（例如鼻子的形状、肩膀的宽度和腿的长度）都来自父母双方。泛生论看似符合直覺，但有些嚴重缺陷。首先，一些性状是可以后天改变的，并受环境的影响，使泛生論帶有拉马克主义获得性遗传假说的色彩，例如铁匠的手臂非常粗壮，其体内应当产生引起手臂粗壮的芽球，进而把这个特征包含在其生殖细胞中；但铁匠的后代不见得拥有粗壮的手臂。其次，根據泛生论的主張，芽球在受精过程中混合在一起，令子代的全部性状都介于父母之间。这和实际生活中观察到的现象有所矛盾，最明显的例子即為世界上的人不都是双性人，以及杂交完全不同颜色的花產生的后代可能跟其中一個亲代同色，甚至可能與親代雙方顏色都不相同，而是與其一個世代前的祖代同色。达尔文自己曾意识到这两个矛盾，因此开始强烈怀疑融合遗传说的准确性。他在1857年11月12日给托马斯·亨利·赫胥黎的信中写道：
|  | 最近我倾向于粗糙地、模糊地推测：通過受精繁殖后代的過程是親代雙方（甚至不只親代雙方，而是親代雙方各自的親代與其祖先）的某種混合，而不是真正意义上的融合。除此之外我想不到其他杂交的后代顯現與親代不同的祖先性狀之原因。不過這一切都仍只是臆測。 |

融合遗传将导致每种性状最终趋同。弗莱明·詹金指出，如果融合遗传成立，性状将无所可选，自然选择就不可能发生。

在另一封于1866年2月6日写给阿尔弗雷德·华莱士的信中，达尔文提到用豆做的杂交实验（與孟德尔的實驗類似），种出了性状相互分离（即性状不混合）的豆，证明他建立在融合遗传上的泛生论是错误的。
|  | 我認為你不理解我说的“非混合”是什么意思——“混合”并不是指受精。举例来说，我令两种完全不同颜色的香碗豆杂交，种出的豆子即使出自同一个豆荚，也會呈現其中一個親代的顏色，而非介于二者之间的顏色，而。我认为这种现象至少也会出现在你实验中的蝴蝶和三种千屈菜上；那些实例看上去真是美妙。我真的没有想到这些现象比世上每一位母亲生出完全不同的后代更为美妙。 |

泛生论也與達爾文的自然選擇理論互相矛盾。弗莱明·詹金在评论达尔文的《物种起源》时称，如果遗传是融合性的，那么生物演化过程中产生的任何有益变化最终都会在自然选择前被稀釋掉。演化學家理查德·道金斯认为，融合遗传假说明显是错误的，因为融合就意味着下一代总比上一代更趋同，他認為與其提出泛生論，達爾文應該主張自己不知道遗传方式为何，但可以肯定不是融合遗传。

### 被孟德尔遗传学说取代

令亲代植物自体受精（自交）是孟德尔用豌豆所做的实验之一。这幅旁氏表表明遗传是颗粒的，而非混合性的。

1892年德国演化生物学家奥古斯特·魏斯曼提出了种质的概念，他认为种质是生物的遗传物质，只局限在生殖腺内，独立于身体其他部分。魏斯曼认为每個世代的生物體都是由种质發育產生，但生物體經由學習或環境影響造成的改變不能影响种质，這種區隔稱為魏斯曼屏障。此一理論與达尔文的泛生论以及拉马克的获得性遗传假说抵觸。
1865年，奥地利遗传学家孟德尔在其论文《关于植物杂交的实验》提出了颗粒遗传说，但这一学说直到孟德尔逝世以后才被遗传学界广泛接受，此後融合遺傳理論就漸被學界摒棄。1900年，荷兰植物学家雨果·德弗里斯等人发掘了孟德尔的研究成果，英国遗传学家威廉·贝特森同年用实验证明了孟德尔的理论。自此，學界開始使用引入等位基因概念的孟德尔定律来解释性状变化的原理。

## 附录

### 注解
1. ↑  20世纪早期，曾有错误地把融合遗传当成生物识别学家提出的连续遗传的观念。生物识别学家和早期孟德尔学派确实存在分歧，但这些分歧和融合遺傳无关。[15]

### 扩展阅读
- Bowler, Peter J. . Baltimore: Johns Hopkins University Press. 1983. ISBN 978-0-8018-4391-4.
- Bowler, Peter J. . University of California Press. 1989. ISBN 978-0-520-06386-0.
- Larson, Edward J. . Modern Library. 2004. ISBN 0-679-64288-9.